# Кубок Молдови з футболу 2008—2009
Кубок Молдови з футболу 2008–2009 — 18-й розіграш кубкового футбольного турніру в Молдові. Титул вдруге поспіль здобув Шериф.

## Календар
| Раунд        | Дата                   | Матчі | Клуби   |
| ------------ | ---------------------- | ----- | ------- |
| Перший раунд | 24 вересня 2008        | 12    | 36 → 24 |
| Другий раунд | 8 жовтня 2008          | 8     | 24 → 16 |
| 1/8 фіналу   | 22 жовтня 2008         | 8     | 16 → 8  |
| 1/4 фіналу   | 5/22-24 листопада 2008 | 8     | 8 → 4   |
| 1/2 фіналу   | 8/29 квітня 2009       | 4     | 4 → 2   |
| Фінал        | 23 травня 2009         | 1     | 2 → 1   |

## Другий раунд
| Команда 1                  | Рахунок | Команда 2              |
| -------------------------- | ------- | ---------------------- |
| 8 жовтня 2008              |         |                        |
| ЦСКА-Рапід                 | 3:1     | Академія UTM           |
| Костулень (3)              | 1:3     | Локомотив (Бєльці) (2) |
| Глодяни (3)                | 0:4     | Подіш (Інешть) (2)     |
| Тирас (3)                  | 0:4     | Криково (3)            |
| Локомотив (Бессарабка) (3) | 1:2     | Вікторія (Бардар) (3)  |
| Гагаузія (2)               | 2:1     | Кагул-2005 (2)         |
| Чадир Орізонт (3)          | 0:4     | Фортуна (Плешень) (3)  |
| Віїшоара (3)               | 2:4     | Динамо (Бендери)       |

## 1/8 фіналу
| Команда 1        | Рахунок | Команда 2              |
| ---------------- | ------- | ---------------------- |
| 22 жовтня 2008   |         |                        |
| Шериф            | 1:0     | ЦСКА-Рапід             |
| Іскра-Сталь      | 2:0     | Локомотив (Бєльці) (2) |
| Тирасполь        | 4:1     | Подіш (Інешть) (2)     |
| Криково (3)      | 0:4     | Олімпія                |
| Тилігул-Тирас    | 3:1     | Вікторія (Бардар) (3)  |
| Гагаузія (2)     | 0:4     | Дачія                  |
| Зімбру           | 8:0     | Фортуна (Плешень) (3)  |
| Динамо (Бендери) | 2:4     | Ністру (Атаки)         |

## 1/4 фіналу
| Команда 1           | Заг.    | Команда 2 | 1-й матч | 2-й матч |
| ------------------- | ------- | --------- | -------- | -------- |
| 5/22 листопада 2008 |         |           |          |          |
| Тилігул-Тирас       | 1:3     | Дачія     | 1:1      | 0:2      |
| 5/23 листопада 2008 |         |           |          |          |
| Тирасполь           | 3:3 (ч) | Олімпія   | 1:1      | 2:2      |
| Іскра-Сталь         | 0:2     | Шериф     | 0:2      | 0:0      |
| 5/24 листопада 2008 |         |           |          |          |
| Ністру (Атаки)      | 0:3     | Зімбру    | 0:0      | 0:3      |

## 1/2 фіналу
| Команда 1        | Заг. | Команда 2 | 1-й матч | 2-й матч |
| ---------------- | ---- | --------- | -------- | -------- |
| 8/29 квітня 2009 |      |           |          |          |
| Шериф            | 5:3  | Тирасполь | 2:1      | 3:2      |
| Дачія            | 3:2  | Зімбру    | 2:1      | 1:1      |

## Фінал
| 23 травня 2009 19:00 (EEST) |

| Шериф                 | 2:0      | Дачія |
| --------------------- | -------- | ----- |
| Баліма 48' Руамба 87' | Протокол |       |

| Зімбру, Кишинів Глядачів: 3 500 Арбітр: В'ячеслав Банарі |